# オリベイラアルトゥール
オリベイラ アルトゥール（Arthur Oliveira, 1990年7月30日 - ）は、ブラジル・リオグランデ・ド・スル州カシアス・ド・スル出身、日本国籍のフットサル選手。名古屋オーシャンズ所属。日本代表。ポジションはフィクソ。
U-20ブラジル代表経験がある。父親はフットサルブラジル代表監督のペセ（パウロ・セーザル・ヂ・オリヴェイラ）。2020年12月には日本に帰化し、2021年9月には日本代表として2021 FIFAフットサルワールドカップに出場した。

## 経歴
父親のペセ（パウロ・セーザル・ヂ・オリヴェイラ）はフットサル指導者であり、フットサルブラジル代表監督として2008 FIFAフットサルワールドカップで優勝している。
1990年7月30日、ブラジル最南端の州であるリオグランデ・ド・スル州第二の都市カシアス・ド・スルに生まれた。2010年にはU-20ブラジル代表に選出された。リオグランデ・ド・スル州のセペやウルブラ、ミナスジェライス州のプライア・クルーベ、サンパウロ州のコリンチャンスでプレーし、2014-15シーズンはパラナ州のAACコッパグリウでプレー。
2015-16シーズンのFリーグ開幕前日の2015年5月1日、日本のシュライカー大阪に加入した。2015-16シーズンは29試合に出場して22得点を挙げ、ベスト5に選出された。シュライカー大阪では2019-20シーズン終了までにFリーグ通算136試合出場・116得点という成績を残した。
2020年4月1日、名古屋オーシャンズへの移籍が発表された。2020年12月15日、法務省から日本国への帰化（日本国籍の取得）が承認された。これに伴って登録名は「オリベイラ アルトゥール」（オリベイラ・アルトゥール）となった。帰化にあたって5年間日本語を勉強し、3度試験を受けた末に合格した。
2021年9月には日本代表として2021 FIFAフットサルワールドカップに出場した。16人の日本代表メンバーの中ではピレス イゴールも帰化選手である。

## 所属クラブ
- セペ（リオグランデ・ド・スル州）
- ウルブラ（リオグランデ・ド・スル州）[1]
- プライア・クルーベ（ミナスジェライス州）
- コリンチャンス（サンパウロ州）[1]
- 2014-2015  AACコッパグリウ（ポルトガル語版）（パラナ州）[1]
- 2015-2019  シュライカー大阪
- 2020-  名古屋オーシャンズ

## タイトル
ブラジル時代
- メトロポリターノ : 2006, 2010
- タッサ・ブラジル : 2010
- カンペオナート・パウリスタ（サンパウロ州選手権） : 2013

シュライカー大阪
- Fリーグ (1) : 2016-17
- JFA 全日本フットサル選手権大会 (1) : 2017

名古屋オーシャンズ
- Fリーグ (2) : 2019-20, 2020-21
- AFCフットサルクラブ選手権 (1) : 2019

個人
- Fリーグベスト5 (3) : 2016-17, 2018-19, 2020-21
- JFA 全日本フットサル選手権大会最優秀選手 (1) : 2017

## 個人成績
| 国内大会個人成績 | 国内大会個人成績 | 国内大会個人成績 | 国内大会個人成績 | 国内大会個人成績 | 国内大会個人成績 | 国内大会個人成績 | 国内大会個人成績 | 国内大会個人成績 | 国内大会個人成績 | 国内大会個人成績 | 国内大会個人成績 |
| 年度             | クラブ           | 背番号           | リーグ           | リーグ戦         | リーグ戦         | リーグ杯         | リーグ杯         | オープン杯       | オープン杯       | 期間通算         | 期間通算         |
| 年度             | クラブ           | 背番号           | リーグ           | 出場             | 得点             | 出場             | 得点             | 出場             | 得点             | 出場             | 得点             |
| 日本             | 日本             | 日本             | 日本             | リーグ戦         | リーグ戦         | オーシャン杯     | オーシャン杯     | 全日本選手権     | 全日本選手権     | 期間通算         | 期間通算         |
| ---------------- | ---------------- | ---------------- | ---------------- | ---------------- | ---------------- | ---------------- | ---------------- | ---------------- | ---------------- | ---------------- | ---------------- |
| 2015-16          | 大阪             | 5                | Fリーグ          | 29               | 22               |                  |                  |                  |                  |                  |                  |
| 2016-17          | 大阪             | 5                | Fリーグ          | 31               | 33               |                  |                  |                  |                  |                  |                  |
| 2017-18          | 大阪             | 5                | Fリーグ          | 20               | 11               |                  |                  |                  |                  |                  |                  |
| 2018-19          | 大阪             | 5                | Fリーグ          | 31               | 27               |                  |                  |                  |                  |                  |                  |
| 2019-20          | 大阪             | 5                | Fリーグ          | 25               | 23               |                  |                  |                  |                  |                  |                  |
| 2020-21          | 名古屋           | 6                | Fリーグ          | 20               | 14               |                  |                  |                  |                  |                  |                  |
| 2021-22          | 名古屋           | 6                | Fリーグ          |                  |                  |                  |                  |                  |                  |                  |                  |
| 通算             | 日本             | 日本             | Fリーグ          | 156              | 130              |                  |                  |                  |                  |                  |                  |
| 通算             | 日本             |                  |                  |                  |                  |                  |                  |                  |                  |                  |                  |
| 総通算           |                  |                  |                  |                  |                  |                  |                  |                  |                  |                  |                  |